# کارآگاه (فیلم ۱۹۷۲)
کارآگاه (انگلیسی: Sleuth) فیلمی در ژانر نئو نوآر و معمایی به کارگردانی جوزف ال. منکیه‌ویچ است که در سال ۱۹۷۲ منتشر شد. لارنس الیویه و مایکل کین بازیگران این فیلم بودند که هر دو برای این فیلم، نامزد  اسکار بهترین بازیگر نقش اول مرد در چهل و پنجمین دوره اسکار شدند.

## خلاصه
یک نویسنده داستانهای جنایی، آرایشگری را که عاشق همسرش شده است را برای گفتگو به خانه خود در میان جنگل دعوت می‌کند و به او پیشنهاد می‌دهد که پیش از ازدواج با همسرش، جواهرات او را که مبلغ بسیار بالایی بیمه شده است، با همدستی هم بدزدند... و این شروعی برای یک بازی چندگانه بین آنهاست...